# Mile Novaković
Mile Novaković (szerb betűkkel: Миле Новаковић; 1950. április 29. – 2015. szeptember 14.) a Krajinai Szerb Hadseregben, majd Szerbia és Montenegró hadseregében aktív horvátországi szerb vezérőrnagy a horvátországi háború alatt és után.
A horvát bíróság a  távollétében elítélte 1995-ben háborús bűncselekmények miatt, az ítélet 20 év börtön. 2003-ban a macedón tisztviselők egy másik volt jugoszláv katonát is elítéltek az Interpol körözése alapján, mikor megpróbált átlépni a határon. Később azonban szabadon engedték, miután kiderült, hogy tévesen azonosították Novakovićként. A valódi Novaković nagyrészt végig Szerbiában maradt. 
2010-ben Novaković tanúskodott Momčilo Perišić perében a Hágai Nemzetközi Törvényszék előtt. Perišić korábban támogatta Novaković vezérőrnaggyá történő kinevezését  Szerbia és Montenegró hadseregében. Perišićet 2013. február 28-án minden vád alól felmentették.

## Halála
Novaković 2015. szeptember 14-én szívinfarktust kapott, majd az őt  surduki házából a Katonai Kórházi Akadémiára Belgrádba szállító mentőautóban meghalt.